# 11 septembre
Pour les articles homonymes, voir Onze Septembre.
Cet article concerne la date du 11 septembre. Pour l'article sur les attentats aux États-Unis, voir attentats du 11 septembre 2001.
11 août 11 octobre
Chronologies thématiques
- Croisades
- Ferroviaires
- Sports
- Disney
- Anarchisme
- Catholicisme

Abréviations / Voir aussi
- (° 1852) = né en 1852
- († 1885) = mort en 1885
- a.s. = calendrier julien
- n.s. = calendrier grégorien
- Calendrier
- Calendrier perpétuel
- Liste de calendriers
- Naissances du jour

Le 11 septembre est le 254e jour de l'année du calendrier grégorien, 255e lorsqu'elle est bissextile (il en reste ensuite 111).
Cette date correspond aussi au premier jour de l'année des calendriers éthiopien et copte.
C'était généralement l'équivalent du 25 fructidor du calendrier républicain français, officiellement dénommé jour de l'écrevisse.

## Événements

### XIIesiècle
- 1185 : Isaac II Ange est proclamé basileus.

### XIIIesiècle
- 1217 : signature du traité de Lambeth.
- 1229 : débarquement de Jacques Ier d'Aragon dans l'île de Majorque.
- 1297 : bataille du pont de Stirling (première guerre d’indépendance d'Écosse).

### XVIesiècle
- 1565 : fin du Grand Siège de Malte, et victoire des Hospitaliers.

### XVIIesiècle
- 1609 : l'expédition d'Henry Hudson, qui conduira à la fondation de New York, entame son exploration du fleuve Hudson, à la recherche d'une route vers le nord-ouest de l'Océan Atlantique[1].
- 1649 : victoire d'Oliver Cromwell, au siège de Drogheda.
- 1697 : bataille de Zenta (deuxième guerre austro-turque).

### XVIIIesiècle

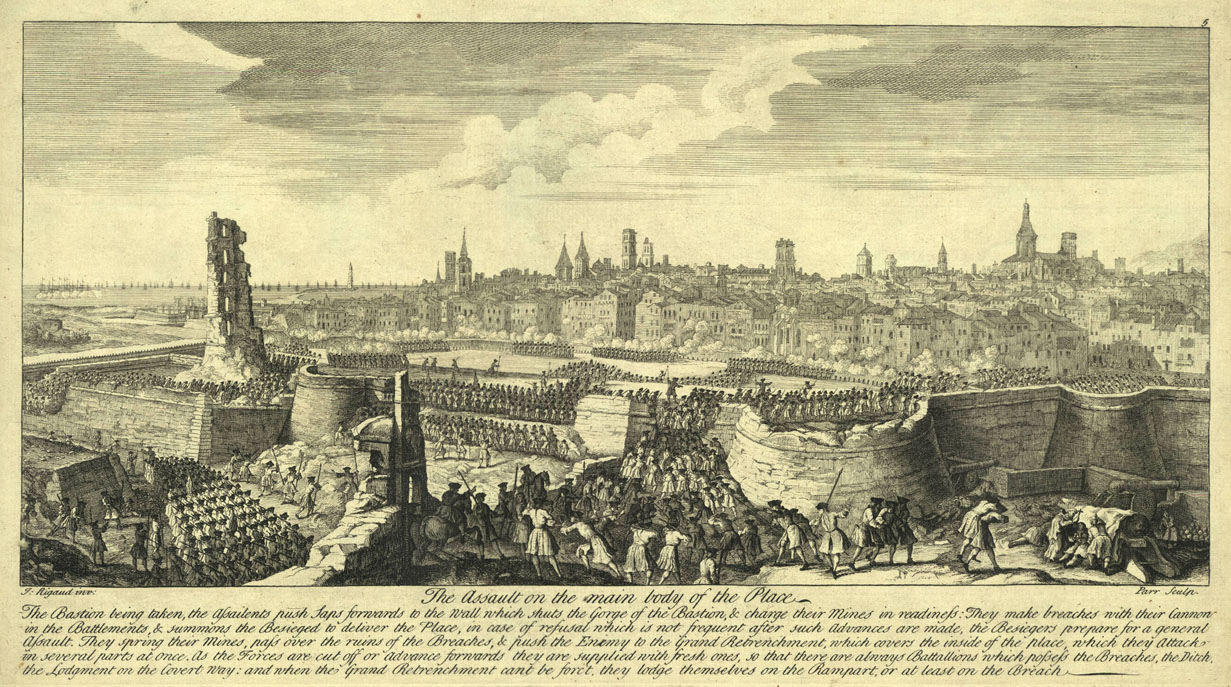
Aperçu panoramique du siège de Barcelone de 1714

- 1709 : bataille de Malplaquet (guerre de Succession d'Espagne).
- 1714 : prise de Barcelone par Philippe V d'Espagne durant la guerre de Succession d'Espagne.
- 1758 : bataille de Saint-Cast (guerre de Sept Ans).
- 1776 : Staten Island Peace Conference (en) (« conférence de paix de Staten Island »), qui a échoué à mettre un terme à la révolution américaine[1].
- 1777 : victoire britannique, à la bataille de Brandywine, pendant la guerre d'indépendance américaine.
- 1795 : victoire d'Agha Mohammad Shah, à la bataille de Krtsanissi, lors des invasions perses de la Géorgie.

### XIXesiècle

Drapeau de la République riograndese

- 1802 : annexion du Piémont par la France.
- 1814 : fin de la bataille du lac Champlain (guerre de 1812).
- 1836 : proclamation de la République Riograndense pendant la guerre des Farrapos.
- 1855 : victoire alliée et fin du siège de Sébastopol, pendant la guerre de Crimée.
- 1857 : massacre de Mountain Meadows, lors de la guerre de l'Utah. 120 victimes.
- 1887 : Bernardino Caballero fonde le Parti colorado, au Paraguay.

### XXesiècle
- 1914 : fin de la bataille de Lemberg (Première Guerre mondiale).
- 1917 : conférence de Bellevue, nouvelle occasion de réaffirmer les buts de guerre du Reich.
- 1922 : coup d'État en Grèce.
- 1973 : coup d'État au Chili.
- 1985 : début de l'éruption du Nevado del Ruiz
- 1997 : référendum de dévolution de l'Écosse.

### XXIesiècle
- 2001 :

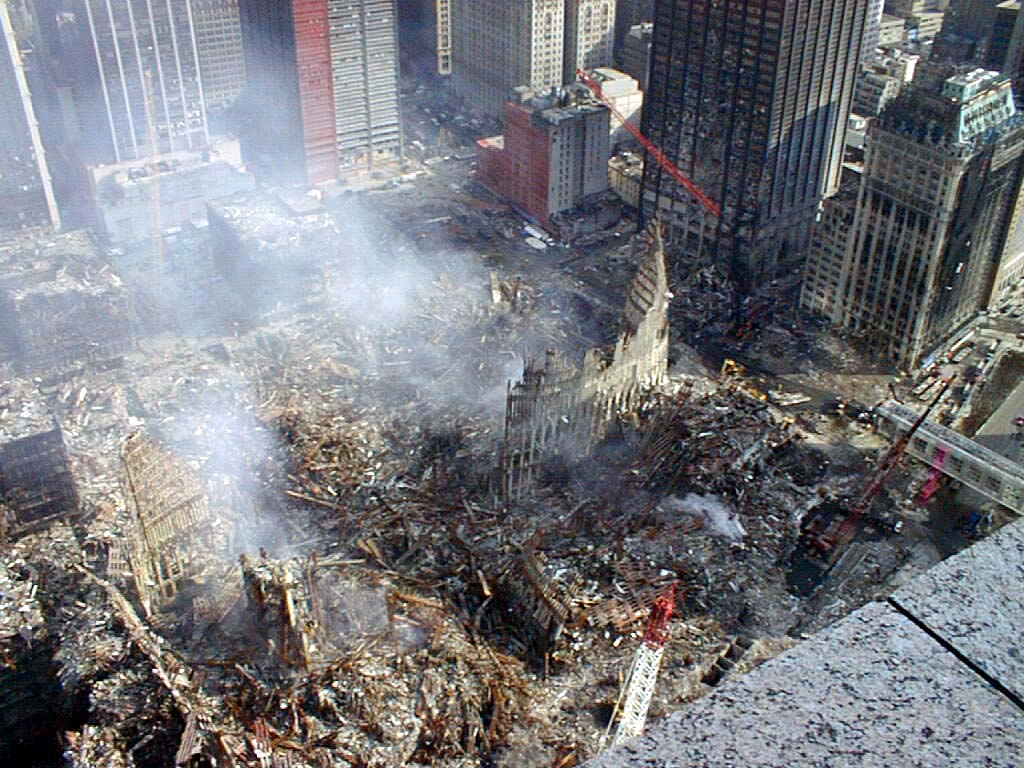
Ground Zero à New York peu après les attentats

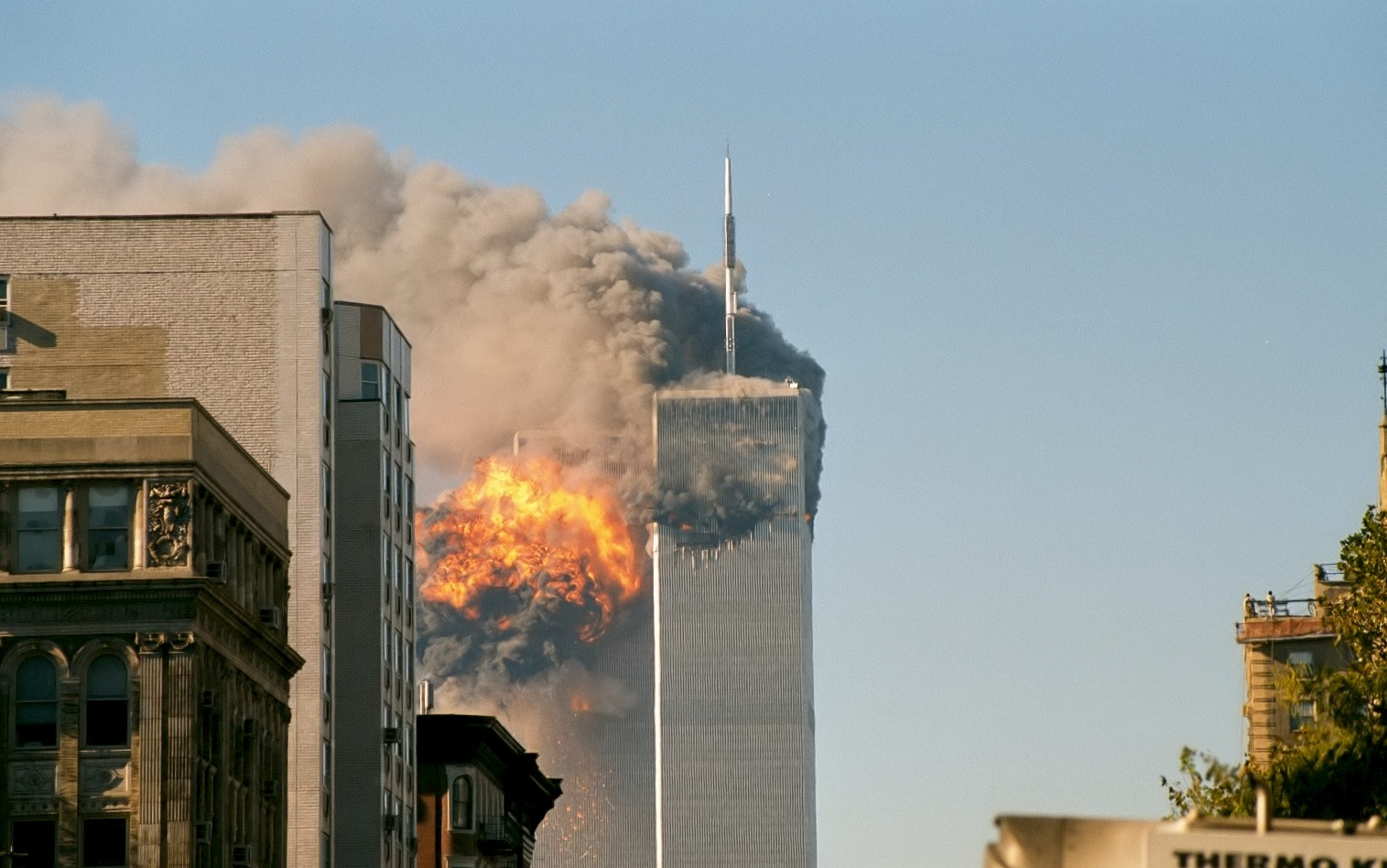
Vol UA175 percutant la tour sud du World Trade Center

  - attentats du 11 septembre 2001 aux États-Unis provoquant la mort de 2 977 personnes  ;
  - adoption par l'Organisation des États américains de la Charte démocratique interaméricaine, à Lima au Pérou.
- 2007 : la Russie teste la plus puissante bombe thermobarique, surnommée le Père de toutes les bombes.
- 2015 : le jour de la Diada nacional, la Catalogne annonce un nouveau référendum pour son "indépendance", programmé le 28 suivant.
- 2016 :
  - élections législatives en Biélorussie.
  - élections législatives en Croatie.
- 2017 : élections législatives en Norvège.
- 2022 : en Suède, les élections législatives voient la victoire du bloc de droite, du fait d'une percée de l'extrême droite.

## Arts, culture et religion
- 909 ou 910[2] : fondation de l'abbaye de Cluny.
- 1226 : première mention d'une adoration perpétuelle, instaurée par Louis VIII le Lion en Avignon.
- 1875 : fondation de l'Académie mexicaine de la langue.
- 1893 : ouverture du parlement des religions, première tentative de nouer un dialogue global interconfessionnel, lors de l'Exposition universelle de Chicago.
- 1974 : sortie en France de L'Exorciste, film de William Friedkin.
- 1978 : sortie de l’album musical Starmania, de Michel Berger et Luc Plamondon.
- 1984 : une certaine Céline Dion âgée de 16 ans interprète une chanson pour la paix à l’occasion d’une grand-messe célébrée par le pape Jean-Paul II au stade Olympique de Montréal[3].
- 2001 : sortie de Des visages des figures le jour des attentats de New York, album musical de Noir Desir sur lequel se trouve la chanson Le Grand Incendie[4].
- 2020 : sortie de l’album musical rap La Menace Fantôme, de Freeze Corleone.

## Sciences et techniques
- 2017 : les prix Balzan sont attribués à Aleida et Jan Assmann, Bina Agarwal, James P. Allison et Robert D. Schreiber, Michaël Gillon et Robert O. Keohane.
- 2019 : annonce officielle de la découverte de la comète C/2019 Q4 (Borissov), second objet interstellaire connu.

## Économie et société
- 1910 : l'arrestation de Jules Durand, syndicaliste libertaire français, est à l'origine d'une grave erreur judiciaire, appelée l'« affaire Dreyfus du monde du travail ».
- 1968 : écrasement d'une caravelle Ajaccio-Nice (95 morts).
- 2020 : aux États-Unis, dans l'État d'Oregon, plus de 500 000 personnes sont évacuées ou appelées à se préparer à une évacuation en raison des incendies record sur la côte ouest[5].

## Naissances

### XIIesiècle
- 1182 : Minamoto no Yoriie, second shogun du Shogunat de Kamakura († 14 août 1204).

### XVesiècle
- 1476 : Louise de Savoie, comtesse d'Angoulême, princesse de la Maison ducale de Savoie, régente de France pour son fils le roi François Ier († 22 septembre 1531).

### XVIesiècle
- 1522 : Ulisse Aldrovandi, scientifique italien († 4 mai 1605).
- 1524 : Pierre de Ronsard, poète français († 28 décembre 1585).

### XVIIesiècle
- 1611 : Henri de La Tour d'Auvergne (vicomte de Turenne), maréchal de France, maréchal général des camps et armées du roi († 27 juillet 1675).
- 1692 : Ingela Gathenhielm, armatrice et pirate suédoise.

### XVIIIesiècle
- 1741 : Arthur Young, agriculteur britannique († 20 avril 1820).
- 1756 : Étienne Hubert de Cambacérès, cardinal français († 24 octobre 1818).
- 1771 : Mungo Park, explorateur britannique († 1806).

### XIXesiècle
- 1816 : Carl Zeiss, ingénieur-opticien allemand († 3 décembre 1888).
- 1845 : Émile Baudot, ingénieur en télégraphie français († 28 mars 1903).
- 1864 : Pavlo Hrabovskyï, poète, journaliste et révolutionnaire ukrainien († 12 décembre 1902).
- 1865 : Aaron Kosminski, coiffeur polonais, probable auteur d'au moins un des meurtres attribués à Jack l'Éventreur († 24 mars 1919).
- 1877 :
  - Marie Diémer, pionnière de l'action sociale française († 3 juin 1938).
  - Félix Dzerjinski, homme politique soviétique († 20 juillet 1926).
  - James Jeans, astronome britannique († 16 septembre 1946).
- 1881 : Asta Nielsen, actrice danoise († 24 mai 1972).
- 1883 : Emil Rausch, nageur allemand, double champion olympique en 1904 († 14 décembre 1954).
- 1885 : D. H. Lawrence, poète et romancier britannique († 2 mars 1930).
- 1899 : Jimmie Davis, chanteur et compositeur américain († 5 novembre 2000).

### XXesiècle
- 1903 :
  - Theodor W. Adorno, philosophe, sociologue, compositeur et musicologue allemand († 6 août 1969).
  - Jean Aurenche, acteur et scénariste français († 29 septembre 1992).
- 1904 : Marcel Kibler, résistant français, chef des FFI d'Alsace, cofondateur des Septième colonne d'Alsace (Réseau Martial) et Groupes mobiles d'Alsace († 1er juillet 1992).
- 1906 : Robert Hainard, artiste, écrivain et naturaliste suisse († 26 décembre 1999).
- 1917 :
  - Herbert Lom, acteur d'origine tchèque († 27 septembre 2012).
  - Ferdinand Marcos, homme d’État philippin, président des Philippines de 1966 à 1986 († 28 septembre 1989).
- 1920 : Jean Blanc, homme politique français († 29 septembre 2004).
- 1921 : Michel Jobert, homme politique français († 25 mai 2002).
- 1924 : 
  - Tom Landry, joueur et entraîneur de football américain († 12 février 2000).
  - Rudolf Vrba, évadé du camp d'Auschwitz, co-auteur du rapport Vrba-Wetzler († 27 mars 2006).
- 1925 :
  - Gérard Darrieu (Gérard Darrieumerlou dit), acteur français († 22 janvier 2004).
  - Harry Somers, compositeur canadien († 9 mars 1999).
- 1926 : Evgueni Beliaïev, chanteur soviétique († 21 février 1994).
- 1928 :
  - Earl Holliman, acteur américain.
  - William X. Kienzle, écrivain américain († 28 décembre 2001).
- 1930 : 
  - Jean-Claude Forest, auteur de bandes dessinées français († 30 décembre 1998).
  - Nikola Stanchev, lutteur bulgare, champion olympique († 13 juillet 2009).
- 1932 : Raymond Lebrun, journaliste sportif québécois († 30 septembre 2017).
- 1933 : Rachid Sfar, homme politique tunisien.
- 1934 : Oliver Jones, pianiste de jazz québécois.
- 1935 :
  - Jacques Gaillot, évêque français († 12 avril 2023).
  - Arvo Pärt, compositeur estonien.
  - Guerman Titov, cosmonaute soviétique († 20 septembre 2000).
- 1937 :
  - Serhiy Makarenko, céiste ukrainien champion olympique.
  - Paola Ruffo di Calabria, sixième reine consort des Belges puis leur actuelle reine mère.
- 1938 : Peter Iden, écrivain, critique de théâtre et d'art allemand.
- 1940 : Brian De Palma, cinéaste américain.
- 1941 :
  - Garri Bardine, cinéaste russe.
  - Paul Barge, réalisateur français.
  - Ève Brenner, artiste lyrique française.
- 1943 :
  - André Caillé, gestionnaire québécois, ancien dirigeant d'Hydro-Québec.
  - Mickey Hart, musicien américain du groupe Grateful Dead.
  - Raymond Villeneuve, militant indépendantiste québécois du Front de libération du Québec (FLQ).
- 1944 : Serge Haroche, physicien franco-marocain, prix Nobel de physique 2012.
- 1945 : Franz Beckenbauer, footballeur allemand.
- 1946 : 
  - Philippe Thébaud, paysagiste et urbaniste français († 3 novembre 2021).
  - Dennis Tufano (en), chanteur américain du groupe The Buckinghams.
- 1947 : Dámaso González, matador espagnol († 26 août 2017).
- 1953 :
  - Alain Hubert, explorateur et environnementaliste belge.
  - Tommy Shaw, guitariste américain du groupe Styx.
- 1957 : Preben Elkjær Larsen, footballeur danois.
- 1958 : Roxann Dawson, actrice américaine.
- 1961 : Virginia Madsen, actrice américaine.
- 1962 :
  - Kristy McNichol, actrice américaine.
  - Julio Salinas, footballeur espagnol.
- 1964 :
  - Torsten Bréchôt, judoka est-allemand.
  - Anton Kriel, joueur sud-africain de badminton.
  - Jean-Philippe Lemoine, joueur français de hockey sur glace.
  - Kathy Watt, coureuse cycliste australienne.
  - Eugénie Agoyo Wayiko, femme politique de la République démocratique du Congo.
- 1965 :
  - Bachar el-Assad, homme d'État syrien.
  - Jean-Philippe Fleurian, joueur de tennis français.
  - Tomo Fujita, guitariste japonais.
  - Moby (Richard Melville Hall dit), musicien de musique électronique, DJ, chanteur et photographe américain.
  - Graeme Obree, cycliste sur piste britannique.
- 1967 :
  - Maria Bartiromo, journaliste américaine.
  - Harry Connick, acteur et musicien américain.
- 1968 : 
  - Slaven Bilić, footballeur puis entraîneur yougoslave puis croate.
  - Andreas Tews, boxeur allemand, champion olympique.
- 1970 : Taraji P. Henson, actrice américaine.
- 1971 : Richard Ashcroft, chanteur anglais du groupe The Verve.
- 1972 : 
  - Yevhen Braslavets, navigateur ukrainien, champion olympique.
  - Yves Mpunga, homme politique congolais.
- 1973 : Anne-Véronique Herter, écrivain française.
- 1974 : DeLisha Milton-Jones, basketteuse américaine.
- 1975 : Ali Marsel, footballeur algérien.
- 1976 : Tomáš Enge, pilote de courses automobile tchèque.
- 1977 :
  - Laura Antoja (en), basketteuse espagnole.
  - Jon Buckland, guitariste britannique du groupe Coldplay.
  - Ludacris (Christopher Brian Bridges dit), rappeur et acteur américain.
- 1978 :
  - Ben Lee, chanteur australien.
  - Dejan Stanković, footballeur serbe.
- 1979 :
  - Éric Abidal, footballeur français.
  - Hana Horáková, basketteuse tchèque.
  - Ariana Richards, actrice et chanteuse américaine.
- 1980 :
  - Christophe Le Mével, coureur cycliste français.
  - Antônio Pizzonia, coureur automobile brésilien.
  - Julien Sablé, footballeur français.
  - John Fritz Moreau, PDG de Juno7.
- 1981 : 
  - Charles Kelley, chanteur américain du groupe Lady Antebellum.
  - Dylan Klebold, adolescent américain, responsable de la fusillade de Columbine († 20 avril 1999).
- 1982 :
  - Elvan Abeylegesse, athlète de fond turque.
  - Ricky Minard, basketteur américain.
- 1983 :
  - Ike Diogu, basketteur nigérian.
  - Jacoby Ellsbury, joueur de baseball américain.
  - Fotios Lampropoulos (en), basketteur grec.
  - Ivana Matović (en), basketteuse serbe.
  - Felipe Saad, footballeur italo-brésilien.
  - Lauryn Williams, sprinteuse et bobeuse américaine.
- 1984 :
  - Aled de Malmanche, joueur de rugby néo-zélandais.
  - Shota Yasuda, idole japonaise.
- 1985 : Shaun Livingston, basketteur américain.
- 1986 :
  - LaToya Pringle, basketteuse américaine.
  - Bojan Trajkovski, basketteur macédonien.
  - Uroš Tripković, basketteur serbe.
- 1987 :
  - Clément Chantôme, footballeur français.
  - Tyler Hoechlin, acteur américain.
- 1988 : Kristýna Znamenáčková, pianiste tchèque.
- 1989 :
  - Karima Christmas, basketteuse américaine.
  - Anthony Delaplace, cycliste sur route français.
  - Asuka Kuramochi, chanteuse japonaise.
- 1991 :
  - Jordan Ayew, footballeur ghanéo-français.
  - Yacine Bammou, footballeur marocain.
  - Kygo (Kyrre Gørvell-Dahll dit), DJ norvégien.

### XXIesiècle
- 2001 : Mackenzie Aladjem, actrice américaine.

## Décès

### IIIesiècle
- Entre 257, 260 ou 262 environ : Saints Hyacinthe et Prot(h)e ou ''Giacinto e Proto'' de Rome ou di Roma (it), tous deux serviteurs martyrs de sainte Eugénie de Rome elle-même décédée martyre lors d'une autre date vers 257.

### XIesiècle
- 1069 : Ealdred, archevêque d'York (° inconnue).

### XIIesiècle
- 1199 : Henri de Sully, cardinal français (° inconnue).

### XIVesiècle
- 1349 : Bonne de Luxembourg, épouse non régnante du futur roi de France Jean II dit le Bon (° 20 mai 1315).
- 1381 : Charles de Montmorency, militaire français (° 1325).

### XVIIesiècle
- 1606 : Carel van Mander, peintre et écrivain flamand (° 1548).
- 1646 : Adrienne d'Heur, orfèvre française, brûlée vive à Montbéliard (° ca 1585).
- 1661 : Jan Fyt, peintre flamand (° 15 mars 1611).

### XVIIIesiècle
- 1721 : Rudolf Jakob Camerarius, botaniste allemand (° 12 février 1665).
- 1725 : Giuseppe Gambarini, peintre italien (° 17 mars 1680).
- 1733 : François Couperin, compositeur français (° 10 novembre 1668).

### XIXesiècle
- 1823 : David Ricardo, économiste anglais (° 18 avril 1772).
- 1886 : 
  - Luigi Bisi, peintre italien (° 10 mai 1814).
  - Eduard Robert Flegel, explorateur allemand (° 13 octobre 1852).

### XXesiècle
- 1912 : Pierre-Hector Coullié, cardinal français (° 15 mars 1829).
- 1915 : William Cornelius Van Horne, homme d'affaires canadien (° 3 février 1843).
- 1917 : Georges Guynemer, aviateur français (° 24 décembre 1894).
- 1924 : Muhammad Jamalul Alam II, sultan de Brunei de 1906 à 1924 (° 1889).
- 1929 : Joseph Beaurredon, religieux catholique, enseignant et écrivain français (° 11 septembre 1929).
- 1932 : André Dahl, journaliste, écrivain et directeur de théâtre français  (° 6 février 1886).
- 1949 : Henri Rabaud, compositeur, chef d'orchestre et académicien français ès beaux-arts (° 10 novembre 1873).
- 1955 : Bernard Gorcey, acteur américain (° 9 janvier 1886).
- 1958 : Camillien Houde, homme politique québécois (° 13 août 1889).
- 1959 : Paul Douglas, acteur américain (° 11 avril 1907).
- 1962 : Robert Soblen, psychiatre américain espionnant pour l'URSS (° 7 novembre 1900).
- 1970 : Lucien Morisse, homme de radio (° 9 mars 1929).
- 1971 : Nikita Khrouchtchev, homme politique soviétique (° 17 avril 1894).
- 1972 : Max Fleischer, scénariste et producteur de cinéma américain (° 19 juillet 1883).
- 1973 : Salvador Allende, homme d'État chilien, président du Chili de 1970 à 1973 (° 26 juin 1908).
- 1981 : Gregory Breit, physicien américain d'origine russe (° 14 juillet 1899).
- 1982 : Wifredo Lam, peintre cubain associé au surréalisme (° 8 décembre 1902).
- 1987 :
  - Lorne Greene, acteur canadien (° 12 février 1915).
  - Peter Tosh, musicien jamaïcain (° 19 octobre 1944).
- 1992 : Abubakar Gumi, grand cadi nigérian (° 5 novembre 1922).
- 1993 : Erich Leinsdorf, pianiste et chef d'orchestre autrichien (° 4 février 1912).
- 1994 : Jessica Tandy, actrice américaine (° 7 juin 1909).
- 1997 : Camille Henry, joueur de hockey sur glace québécois (° 31 janvier 1933).
- 1998 : Dane Clark, acteur américain (° 26 février 1912).

### XXIesiècle
- 2001, dont plusieurs victimes des quatre attentats simultanés perpétrés aux États-Unis d'Amérique :
  - Mark Bavis, hockeyeur sur glace américain (° 13 mars 1970).
  - Todd Beamer, citoyen américain, victime des attentats (° 24 novembre 1968).
  - Berry Berenson, photographe et actrice américaine, veuve d'Anthony Perkins (° 14 avril 1948).
  - Wilson Flagg, officier et pilote américain (° 26 octobre 1938).
  - Peter J. Ganci, Jr., pompier américain (° 27 octobre 1946).
  - Keith A. Glascoe, acteur et pompier américain (° 9 décembre 1962).
  - Mychal Judge, prêtre catholique franciscain américain (° 11 mai 1933).
  - Daniel M. Lewin, entrepreneur américain (° 14 mai 1970).
  - Barbara Olson, journaliste et avocate américaine (° 27 décembre 1955).
  - John P. O'Neill, expert américain de l'antiterrorisme (° 6 février 1952).
  - Dominick Pezzulo, policier américain (° 15 août 1965).
  - Madeline Amy Sweeney, hôtesse de l'air américaine (° 14 décembre 1965).
- 2002 :
  - Kim Hunter, actrice américaine (° 12 novembre 1922).
  - Johnny Unitas, joueur de football américain (° 7 mai 1933).
- 2003 :
  - Anna Lindh, femme politique suédoise, ministre des affaires étrangères de la Suède de 1998 à 2003 (° 19 juin 1957).
  - John Ritter, acteur et producteur américain (° 17 septembre 1948).
- 2004 :
  - Juraj Beneš, compositeur, pianiste et enseignant slovaque (° 2 mars 1940).
  - Margaret Kelly, danseuse franco-irlandaise (° 24 juin 1910).
  - Pierre VII, patriarche d'Alexandrie (° 3 septembre 1949).
- 2005 :
  - Al Casey, guitariste de jazz américain (° 15 septembre 1915).
  - Abdallah Ibrahim, homme politique marocain (° 1918).
- 2006 : William Auld, poète écossais écrivant en espéranto (° 6 novembre 1924).
- 2007 :
  - Jean Séguy, sociologue des religions français (° 3 mai 1925).
  - Yvette Troispoux, photographe française (° 1er juin 1914).
  - Joe Zawinul, musicien autrichien (° 7 juillet 1932).
- 2009 :
  - Gertrude Baines, supercentenaire américaine (° 6 avril 1894).
  - Juan Almeida Bosque, militaire, homme politique, écrivain, poète et compositeur cubain (° 17 février 1927).
  - Pierre Cossette, producteur de télévision et de théâtre d'origine québécoise (° 15 décembre 1923).
  - Ramiro Musotto, percussionniste argentin (° 31 octobre 1963).
  - Jean-François Prigent, footballeur français (° 26 mai 1944).
  - Willy Ronis, photographe français (° 14 août 1910).
  - Yoshito Usui, mangaka japonais (° 21 avril 1958).
- 2010 : 
  - Harold Gould, acteur américain (° 10 décembre 1923).
  - Kevin McCarthy, acteur américain (° 15 février 1914).
- 2011 : 
  - Jean-Claude Abrioux, homme politique français (° 1er décembre 1931).
  - Christian Bakkerud, pilote automobile danois (° 3 novembre 1984).
  - Andy Whitfield, acteur britannique, gallois, naturalisé australien (° 17 juillet 1972).
- 2012 : 
  - Tibor Csernai, footballeur hongrois (° 3 décembre 1938).
  - Sergio Livingstone, footballeur chilien (° 26 mars 1920).
  - Charles Pidjot, homme politique français (° 17 juillet 1962).
  - Irving S. Reed, mathématicien et ingénieur américain (° 12 novembre 1923).
  - J. Christopher Stevens, diplomate américain (° 18 avril 1960).
- 2013 : Albert Jacquard, généticien français (° 23 décembre 1925).
- 2014 : Antoine Duhamel, compositeur français, fils de Georges Duhamel (° 30 juillet 1925).
- 2016 :
  - Alexis Arquette, actrice transgenre américaine (° 28 juillet 1969).
  - Michel Christian Bergerac, homme d'affaires français (° 13 février 1932).
  - Ben Idrissa Derme, footballeur burkinabé (° 21 janvier 1982).
  - Mbaye Jacques Diop, homme politique sénégalais (° 15 janvier 1936).
  - Claude-Jean Philippe, réalisateur, producteur et critique de cinéma français (° 20 avril 1933).
- 2020 :
  - Roger Carel (Roger Bancharel dit), comédien et prolifique doubleur vocal français (° 14 août 1927).
  - Christian Poncelet, homme politique français élu à Remiremont, président du Sénat de 1998 à 2008 (° 24 mars 1928).
- 2021 : Carlo Alighiero, Abimael Guzmán, Giulia Daneo Lorimer, Simon Schnoll, Mick Tingelhoff.

## Célébrations
- Journée mondiale de lutte contre le terrorisme reconnue depuis 2008 par de nombreuses associations du fait de la grande notoriété acquise par la date de ce jour lors des attentats commis en 2001 aux États-Unis jusqu'à être devenue un groupe nominal propre « le Onze-Septembre »[6] en plusieurs langues (voir renvoi final plus bas).

- Argentine : día del maestro / fête des professeurs[7] par exemple la veille 10 septembre à Hong-Kong ou ailleurs.
- Catalogne (Espagne, U.E.) : diada nacional de Catalunya, fête nationale commémorant la prise de Barcelone en 1714.
- États-Unis d'Amérique du Nord : Patriot Day supra.
- Éthiopie : Enqoutatash ou 1er jour du nouvel An éthiopien.

- Christianisme : station dans la fondation de Zebina et mémoire de la déposition des reliques de sainte Euphémie avec lectures d'Éph. 4, 7(-16) et de Lc 17, 5-10 (et pour mots communs apôtres et foi) dans l'année liturgique du rite de Jérusalem et son lectionnaire.

### Saints des Églises chrétiennes

#### Catholiques et orthodoxes
Saints catholiques et orthodoxes :
- Adelphe de Sicile († vers 260) -Adelphe de Sicile ou Alfio, en italien-, martyr en Sicile, avec les saints Philadelphe, Cyrin, et les saintes Thècle et Justine ; célébré aussi le 10 mai[10].
- Adelphe (Ve siècle), Adelphe de Metz, dixième évêque de Metz, en Lorraine ; célébré aussi le 29 août[11],[12].
- Adelphe († 670), Adelphe de Remiremont, abbé de l'abbaye d'Habendum fondée par son oncle, saint Romaric, à Remiremont dans les Vosges, formé au monastère de Luxeuil, où il se retira ; célébré aussi le 12 septembre[13].
- Almire († v. 560), Ermite.
- Bodon († v. 660), évêque de Toul.
- Daniel († 554), évêque au Pays de Galles.
- Élie († 960), Ermite en Calabre.
- Emilien (VIe siècle), évêque de Verceil.
- Euphrosynos le cuisinier (IXe siècle), Ermite au mont Athos.
- Felix et Regula (IIIe siècle), soldats romains martyrs à Zurich.
- Glen (VIe siècle), ascète.
- Hyacinthe / Giacinto (de Rome) (it) († vers 257, 260 ou 262) -Hyacinthe de Rome- et Prot(h)e, tous deux serviteurs martyrs de sainte Eugénie (de Rome aussi) elle-même décédée martyre vers 257.
- Paphnuce († v. 360), solitaire et évêque en Égypte.
- Patient († v. 480), évêque de Lyon.
- Pierre de Nicée († 826), Métropolite de Nicée.
- Prote et Hyacinthe († 257), Martyrs à Rome.
- Sacerdos († 552), Évêque de Lyon.
- Véra de Clermont, sainte et vierge honorée à Clermont-Ferrand, morte en 395[14].
- Vinciane (VIIe siècle), qui évangélisa le Limbourg.

#### Saints ou bienheureux catholiques
Saints ou béatifiés du jour :
- Bonaventure de Barcelone († 1684), bienheureux franciscain, réformateur de l'ordre[15].
- Francesco Giovanni Bonifacio († 1946), bienheureux prêtre italien martyr.
- François Mayaudon († 1794), bienheureux prêtre français martyr de la Révolution française.
- François Takeya († 1622), Martyr japonais.
- Gaspard Koteda († 1622), Martyr japonais.
- Jean-Gabriel Perboyre († 1840); Lazariste, martyr en Chine.
- Joan Roig i Diggle († 1936), bienheureux laïc catalan, martyr de la guerre civile espagnole.
- Joseph-Marie Segura Penadès († 1936), bienheureux prêtre catalan, martyr de la guerre civile espagnole.
- Louis de Thuringe († 1227), chevalier et bienheureux, époux de sainte Elisabeth de Hongrie.
- Marcel du Velay (IVe siècle ou VIe siècle), qui serait le premier apôtre connu du Velay.
- Marie Céleste Crostarosa († 1755), bienheureuse religieuse italienne et fondatrice de congrégation.
- Pierre d'Alcantara († 1936), bienheureux prêtre catalan, martyr de la guerre civile espagnole.
- Pierre Shichiemon († 1622), Martyr japonais.
- Spérandie († 1276), Abbesse bénédictine à Cingoli.

### Prénoms du jour
Adelphe, Adelphine (et Adolf, Adolfo, Adolphe).
Et aussi  :
- Almire,
- Glen, Glenn.
- Hyacinthe et ses variantes (voir 17 août et 28 avril).
- Aux Patient,
- Théodora et ses variantes : Dora, Teodora, Téodora, Théa, Théodorine, Dorine, Doris. Et Théo(dore) les 9 novembre.

## Traditions et superstitions

### Dicton du jour
- « Tu peux semer sans crainte, quand arrive la saint-Hyacinthe. »[16] (entre  17 août et 11 septembre)

### Astrologie
- Signe du Zodiaque : vingtième jour du signe astrologique de la Vierge.

## Toponymie
- Plusieurs voies, places, sites ou édifices de pays ou provinces francophones contiennent la date du jour dans leur nom sous diverses graphies possibles : voir Onze-Septembre.